# Meloun cukrový
Meloun cukrový (Cucumis melo) je druh melounu, pěstovaný v mnoha kultivarech. Od melounu vodního se liší velikostí, barvou a chutí plodu i vzhledem rostliny. Jde o jednoletou plodovou zeleninu, která patří do stejného rodu jako okurka.

## Vzhled a pěstování
Rostlina je poléhavá, s hranatým průřezem stonku, výhony mohou dorůstat až 150 cm. Na listu lze rozpoznat 3–5 laloků, vzhledem jsou podobné listům okurky, jsou však menší. Stonek i listy jsou chloupkaté.
Vzhled plodů se liší v závislosti na kultivaru, slupka je v odstínech žluté či zelené barvy a může být buď úplně hladká, nebo síťovitě rozpraskaná a hrbolovitá. Dužnina zralých plodů je žlutá. Plody obsahují průměrně 6–8 % cukru (převážně sacharózy), podíl vody v plodech je oproti melounu vodnímu o cca 10 % nižší. Plody nejčastěji váží 1–3 kg.
Rostlina je jednodomá, přičemž samičích květů se objevuje na rostlině až 10× více než květů samičích. Na samičích květech je nápadný velký semeník s malým plůdkem. Vegetační doba je v podmínkách ČR 110–120 dnů.
Rostlina je značně teplomilná, zničí ji už první mrazy a pokud dojde k poklesu pod 10 °C, rostlina zastavuje asimilaci živin. Rostliny se dříve při pěstování zaštipovaly kvůli většímu rozvětvení výhonů, v současné době jsou vypěstovány i odrůdy, které toto nevyžadují. Přestože má rostlina mohutný kořenový systém, je možno je pro zvýšení výnosu plodů naroubovat na tykev.

## Původ a rozšíření
Hlavním centrem původu melounu cukrového jsou území Íránu, Arménie a přilehlá území na západě a východě. Za druhé, menší, centrum původu se považuje Pákistán a severozápadní provincie Indie a Afghánistánu. Přestože pravá divoká forma melounu cukrového nebyla objevena, vyskytuje se ve výše zmíněných oblastech několik příbuzných divokých druhů.[zdroj?]

## Využití plodů
Dužnina plodů se nejčastěji konzumuje samotná syrová, lze je však i vařit či její plátky sušit. Plody kultivaru honeydew se často podávají s parmskou šunkou, lososem nebo se sladkým vínem. Některé odrůdy se pěstují pro semena, ze kterých se získává melounový olej, některé pouze pro svou příjemnou vůni. V Japonsku se vyrábí alkoholický nápoj midori s příchutí cukrového melounu.
Plody kultivaru kantalupe jsou dobrým zdrojem draslíku, vitamínu A a kyseliny listové.

## Odrůdy cukrového melounu

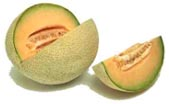
Kantalupe

- Kantalupe: Meloun pocházející z Asie. Má sladkou dužinu a voní jako ananas. Slupka je podobná druhu Gallia.
- Gallia: Meloun pocházející z Asie. Je nezaměnitelný svojí slupkou, která je rozpraskaná jako kůra stromu. Barva slupky se při zrání mění od zelené do zlatožluté.
- Honeydew: Meloun s jemnou chutí a světle zelenou dužinou. Barva slupky žlutá.
- Ogen: Malý kulatý hybrid, vyšlechtěný v Izraeli, odkud pochází i jeho jméno.
- Charentais: Meloun s oranžovou sladkou a vonnou dužinou. Barva slupky je zelenobílá.

## Arménská okurka

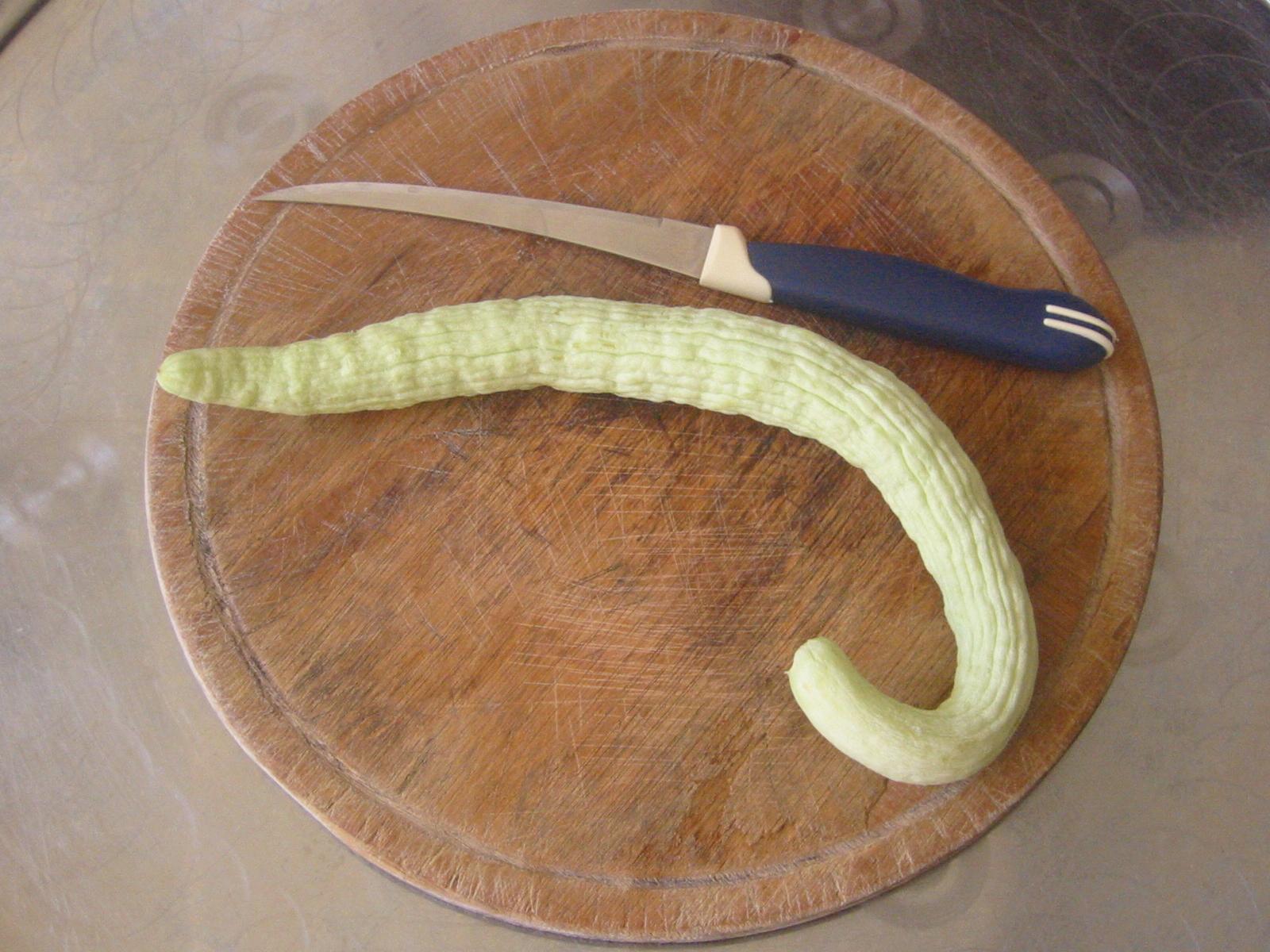
Arménská okurka

Arménská okurka (Cucumis melo var. flexuosus) je zvláštní odrůda melounu cukrového. Rostlina dorůstá délky 76–90 cm, plody (30–38 cm) mají podlouhlý tvar jako okurka slupka je velmi tenká a bez hrbolků. Plody nejsou hořké a téměř nikdy se neloupou. Na Středním východě je známá jako „divoká okurka“ a nakládaná se prodává na trzích.